# Polypedilum pseudoconvictum
Polypedilum pseudoconvictum är en tvåvingeart som beskrevs av Bidawid 1996. Polypedilum pseudoconvictum ingår i släktet Polypedilum och familjen fjädermyggor. Inga underarter finns listade i Catalogue of Life.